# Шеннон Сабадош
Шеннон Сабадош (англ. Shannon Szabados; 6 серпня 1986 року, Едмонтон, Альберта, Канада) — канадська хокеїстка. Дворазова Олімпійська чемпіонка (2010, 2014), чемпіонка світу (2012), триразова віце-чемпіонка світу (2009, 2011, 2013).